# طوبولوجيا التمديد
في الطوبولوجيا، أحد فروع الرياضيات، تعد طوبولوجيا التمديد طوبولوجيا تركز على الاتحاد المنفصل لفضاء طوبولوجي ومجموعة أخرى.
وهناك أنواع مختلفة من طوبولوجيا التمديد، تم وصفها فيما يلي.

## طوبولوجيا التمديد
افترض أن X فضاءً طوبولوجيًا وP مجموعة منفصلة عن X. ادرس X ∪ P الطوبولوجيا التي مجموعاتها المفتوحة بصيغة: A ∪ Q، حيث A مجموعة مفتوحة من X وQ مجموعة جزئية من P.
لاحظ أن المجموعات المغلقة من X ∪ P تتخذ الصيغة: B ∪ Q، حيث B مجموعة مغلقة من X وQ مجموعة جزئية من P.
لهذه الأسباب، يسمى هذا النوع من الطوبولوجيا طوبولوجيا التمديد من X بالإضافة إلى P، التي يمكن من خلالها أن نمد إلى X ∪ P المجموعات المفتوحة والمغلقة من X. لاحظ أن طوبولوجيا الفضاء الفرعي من X كمجموعة جزئية من X ∪ P هي الطوبولوجيا الأصلية من X، بينما طوبولوجيا الفضاء الفرعي من P كمجموعة جزئية من X ∪ P هي الطوبولوجيا المتقطعة.
مع اعتبار Y فضاءً طوبولوجيًا و R مجموعة جزئية من Y، فقد يتم السؤال عما إذا كانت طوبولوجيا التمديد من Y - R بالإضافة لـ R هي نفسها كالطوبولوجيا الأصلية من Y، ولكن تكون الإجابة «لا» في العموم.
لاحظ التشابه بين هذه البنية من طوبولوجيا التمديد وتمديد أليكسندروف، التي فيها يكون الفضاء الطوبولوجي X المراد ضغطه (رصه) بإضافة النقطة ∞ إلى اللانهاية، وتعتبر المجموعات المغلقة من X ∪ {∞} هي مجموعات بالصيغة: K، حيث K مجموعة مضغوطة (متراصة) مغلقة من X، أو B ∪ {∞}، حيث B مجموعة مغلقة من X.

## طوبولوجيا التمديد المفتوح
افترض أن X فضاء طوبولوجي وP مجموعة منفصلة عن X. وانظر بعين الدراسة إلى X ∪ P الطوبولوجيا التي مجموعاتها المفتوحة بصيغة: X ∪ Q، حيث Q مجموعة جزئية من P، أو A، حيث A مجموعة مفتوحة من X.
لهذه الأسباب يسمى هذا النوع من الطوبولوجيا طوبولوجيا التمديد المفتوح من X بالإضافة إلى P، التي يمكن من خلالها أن نمد إلى X ∪ P المجموعات المفتوحة من X. لاحظ أن طوبولوجيا الفضاء الفرعي من X كمجموعة جزئية من X ∪ P هي الطوبولوجيا الأصلية من X، بينما طوبولوجيا الفضاء الفرعي من P كمجموعة جزئية من X ∪ P هي الطوبولوجيا المتقطعة.
لاحظ أن المجموعات المغلقة من X ∪ P تتخذ الصيغة: Q، حيث Q مجموعة جزئية من P، أو B ∪ P، حيث B مجموعة مغلقة من X.
مع اعتبار Y فضاءً طوبولوجيًا و R مجموعة جزئية من Y، فقد يتم السؤال عما إذا كانت طوبولوجيا التمديد من Y - R بالإضافة لـ R هي نفسها كالطوبولوجيا الأصلية من Y، ولكن تكون الإجابة «لا» في العموم.
لاحظ أن طوبولوجيا التمديد المفتوح من X ∪ P تكون أصغر من طوبولوجيا التمديد من X ∪ P.
مع اعتبار Z مجموعة وp نقطة في Z، يمكن الحصول على بنية الطوبولوجيا الاستبعادية باعتبار الطوبولوجيا المتقطعة تكون في Z وتطبيق بنية طوبولوجيا التمديد المفتوح على Z - {p}، بالإضافة إلى p.

## طوبولوجيا التمديد المغلق
افترض أن X فضاء طوبولوجي وP مجموعة منفصلة عن X. وانظر بعين الدراسة إلى X ∪ P الطوبولوجيا التي مجموعاتها المغلقة بصيغة : X ∪ Q، حيث Q مجموعة فرعية من P، أو B، حيث B مجموعة مغلقة من X.
لهذه الأسباب يسمى هذا النوع من الطوبولوجيا طوبولوجيا التمديد المغلق من X بالإضافة إلى P، التي يمكن من خلالها أن نمد إلى X ∪ P المجموعات المغلقة من X. لاحظ أن طوبولوجيا الفضاء الفرعي من X كمجموعة جزئية من X ∪ P هي الطوبولوجيا الأصلية من X، بينما طوبولوجيا الفضاء الفرعي من P كمجموعة جزئية من X ∪ P هي الطوبولوجيا المتقطعة.
لاحظ أن المجموعات المفتوحة من X ∪ P تتخذ الصيغة: Q، حيث Q مجموعة جزئية من P، أو A ∪ P، حيث A مجموعة مفتوحة من X.
مع اعتبار Y فضاءً طوبولوجيًا و R مجموعة جزئية من Y، فقد يتم السؤال عما إذا كانت طوبولوجيا التمديد من Y - R بالإضافة لـ R هي نفسها كالطوبولوجيا الأصلية من Y، ولكن تكون الإجابة «لا» في العموم.
لاحظ أن طوبولوجيا التمديد المغلق من X ∪P  تكون أصغر من طوبولوجيا التمديد من X ∪P .
مع اعتبار Z مجموعة وp نقطة في Z، يمكن الحصول على بنية الطوبولوجيا التضمينية باعتبار الطوبولوجيا المتقطعة تكون في Z وتطبيق بنية طوبولوجيا التمديد المغلق على Z - {p}، بالإضافة إلى p.